# Chris White (bassist, 1943)
Christopher Taylor White (Barnet, 7 maart 1943) is een Britse rockzanger, -bassist, songwriter en muziekproducent.

## Biografie
White groeide op in Markyate, waar zijn ouders een winkel hadden.
Als bassist van The Zombies was White naast Rod Argent een van de beide songwriters van de band. Voor de soundtrack van de film Bunny Lake Is Missing (1965) schreef hij de twee nummers Nothing's Changed en Remember You. Zijn song I Love You, oorspronkelijk in 1965 opgenomen door The Zombies, was in 1968 een hit voor de band People!. Na de ontbinding van The Zombies in 1968 schreef en produceerde White materiaal voor Colin Blunstone en voor Rod Argents nieuwe band Argent. Samen met Rod Argent schreef hij de Argent-hit Hold Your Head Up, die zich zowel plaatste in de Verenigde Staten (#5) als ook in het Verenigd Koninkrijk (#5).
Later was White werkzaam als A&R-manager. Met zijn broer Matthew White formeerde hij de band White Circle. In 1990 kwam er een korte reünie van enkele van de oorspronkelijke Zombies-leden, waaronder White. Vanaf 2008 traden de nog levende oer-Zombies weer samen op.
- Biblioteca Nacional de España: XX4610955
- International Standard Name Identifier: 0000 0001 1828 3051
- Library of Congress Control Number: no2021145180
- MusicBrainz: d53aa02c-66a7-42b2-9614-1ffc685a87b8
- Istituto Centrale per il Catalogo Unico: SBNV073249
- Virtual International Authority File: 169321048